# Palaestina (araignée)
Pour les articles homonymes, voir Palaestina.
Genre
Palaestina est un genre d'araignées aranéomorphes de la famille des Zodariidae.

## Distribution
Les espèces de ce genre se rencontrent en Égypte, en Israël, au Liban, en Turquie et en Grèce.

## Liste des espèces
Selon World Spider Catalog (version 17.5, 19/10/2016) :
- Palaestina dentifera O. Pickard-Cambridge, 1872
- Palaestina eremica Levy, 1992
- Palaestina expolita O. Pickard-Cambridge, 1872

## Publication originale
- O. Pickard-Cambridge, 1872 : General list of the spiders of Palestine and Syria, with descriptions of numerous new species, and characters of two new genera. Proceedings of the Zoological Society of London, vol. 1872, p. 212-354 (texte intégral).